# Борщовка (Гомельская область)
Борщовка, Борщёвка (бел. Баршчоўка) — агрогородок в Борщовском сельсовете Добрушского района Гомельской области Республики Беларусь. Административный центр Борщовского сельсовета.

## География

### Расположение
В 40 км на юго-восток от районного центра Добруш, в 60 км от Гомеля, в 11 км от железнодорожной станции Тереховка, расположенной на линии Гомель — Бахмач.

## Транспортная система
Транспортная связь по просёлочной дороге, затем по автомобильной дороге Тереховка — Гомель.
В деревне 299 жилых домов (2004 год). Планировка состоит из слегка выгнутой, длинной улицы с широтной направленностью пересекаемой посередине прямолинейной улицей. Застройка двухсторонняя, деревянными домами усадебного типа. В 1990—92 годах построены кирпичные дома на 100 семей, в которых были переселены жители с загрязнённых после катастрофы на Чернобыльской АЭС территорий.

## Экология и природа
На севере агрогородок граничит с урочищем Осинник.

## История
По письменным источникам поселение известно с XVI века, находилось в составе Речицкого повета Минского воеводства ВКЛ и являлось владением Чарторыйских. После 1-го раздела Речи Посполитой (1772 год) в составе Российской империи. В 1776 году располагалась корчма, поселение находилось во владении фельдмаршала графа П.А. Румянцева-Задунайского. С 1834 года владение фельдмаршала графа И.Ф. Паскевича. В 1788 году в составе Гомельской волости Белицкого уезда. В 1816 году в Зефельдской экономии Гомельского имения. В 1870 году открыта Михайловская церковь, работала круподробилка. В 1885 году — 6 ветряных мельниц, хлебозапасный магазин. В 1897 году действовали работали церковно-приходская школа, хлебозапасный магазин, корчма.
С 8 декабря 1926 года является центром Борщовского сельсовета Краснобудского, с 4 августа 1927 года Тереховского, с 25 декабря 1962 года Добрушского районов Гомельского округа, с 20 февраля 1938 года Гомельской области.
В 1930 году организован колхоз «Движение вперёд». В деревне находились 3 ветряные мельницы, кузница, конная круподробилка, шорная мастерская. Рядом размещался совхоз «Пролетарий».
Во время Великой Отечественной войны оккупанты в сентябре 1943 года сожгли 382 двора и убили 24 мирных жителей, а всего за годы оккупации 32 человека. В бою за деревню в сентябре 1943 года погибло 11 советских солдат, которые похоронены в братской могиле в центре деревни. На фронтах погибли 219 жителей деревни.
В 1974 году в Борщовку переселились жители посёлка Красная Знаменка. Центр колхоза «Победа». Функционируют средняя школа (с 2016 года — базовая), Дом культуры, 2 библиотеки, фельдшерско-акушерский пункт, детский сад, отделение связи, магазин, швейная мастерская.
В 2011 году деревня Борщовка преобразована в агрогородок.

## Население

### Численность
- 2004 год — 299 дворов, 724 жителя

### Динамика
- 1776 год — 39 дворов, 322 жителя
- 1788 год — 400 жителей
- 1816 год — 129 дворов, 540 жителей
- 1834 год — 169 дворов, 896 жителей
- 1885 год — 174 дворов, 1057 жителей
- 1897 год — 197 дворов (согласно переписи)
- 1908 год — 352 двора, 1779 жителей
- 1940 год — 415 дворов
- 1959 год — 1223 жителя (согласно переписи)
- 2004 год — 299 дворов, 724 жителя

## Культура
- Дом культуры
- Музей боевой славы
- Краеведческий музей

## Достопримечательность
- Храм Святого Архангела Михаила

### Памятник, скульптура
- Мемориал погибшим землякам в годы Великой Отечественной войны